# Jean Antoine de Catellan
Pour les articles homonymes, voir Caumont et Catelan.
Jean Antoine de Catellan, marquis de Caumont  (11 avril 1759 - Toulouse ✝ 13 avril 1838 - Toulouse), est un magistrat et homme politique français des XVIIIe et XIXe siècles.

## Biographie
Jean Antoine de Catellan est le fils d'Étienne-François-Xavier-Amable de Catelan, pair de France, et de Marie de Ramondy, et l'aîné de leurs quatre enfants.
Jean Antoine de Catellan fut reçu, à 24 ans, avocat général au parlement de Toulouse. Il montra, dès cette époque, un esprit libéral, et c'est sur ses conclusions que l'état civil des protestants fut reconnu, en 1783.
Enfermé au château de Lourdes sous le ministère de Brienne, pour avoir refusé de requérir l'enregistrement d'ordonnances qui lui semblaient contraires aux droits de la magistrature, il n'en sortit qu'à la chute de ce ministre, refusa d'émigrer, et put échapper au danger, sous la Terreur, en changeant sans cesse de domicile.
En 1814, il refusa la place de premier président à la cour de Toulouse, qui lui fut offerte par le gouvernement royal, parce qu'il craignait, en raison des changements survenus dans la législation, de ne pas assez bien remplir tous les devoirs de sa charge.
Les électeurs du collège de département de la Haute-Garonne l'envoyèrent, le 22 août 1815, par 109 voix sur 191 votants et 261 inscrits, siéger à la Chambre introuvable. Il siégea parmi les modérés, et, dans ses rapports sur les cours prévôtales, sur la tenue des registres de l'état civil, sur le renouvellement de la Chambre des députés, fut un défenseur convaincu de la monarchie constitutionnelle.
Nommé pair de France le 5 mars 1819, il fut choisi, la même année, comme rapporteur, par la commission chargée de l'examen du projet de loi sur les délits de presse, et, en 1822, chargé également du rapport sur les modifications apportées, à cette législation.
Il prêta serment à la monarchie de Juillet, montra beaucoup de modération dans le procès des anciens ministres de Charles X (1830), et se retira de la Chambre haute en 1833, pour rentrer à Toulouse où il mourut.

## Armoiries
| Figure | Blasonnement |
|        | Armes du marquis de Caumont, pair de France (5 mars 1819, comte-pair héréditaire : lettres patentes du 4 janvier 1826) D'argent, à un lévrier passant de sable, colleté d'or, au chef de gueules, chargé de trois molettes à six rays d'or. |